# Episodi di Buddy Thunderstruck
La prima stagione della serie televisiva Buddy Thunderstruck è stata interamente pubblicata su Netflix il 10 marzo 2017.
| nº | Titolo originale                                 | Titolo italiano                                           | Pubblicazione originale | Pubblicazione Italia |
| -- | ------------------------------------------------ | --------------------------------------------------------- | ----------------------- | -------------------- |
| 1  | Buddy Double/Beaver Dam Fast Pizza               | Doppio Buddy / Pizzeria del Castoro                       | 10 marzo 2017           | 10 marzo 2017        |
| 2  | To Protect and Swerve/Robo-Truck of the Future   | Per proteggere e sterzare / Agitatore del futuro          | 10 marzo 2017           | 10 marzo 2017        |
| 3  | Get the Hock Out/Thunderstruck Rad Cab           | Pignorami questo / Il taxi fico di Thunderstruck          | 10 marzo 2017           | 10 marzo 2017        |
| 4  | Thunder Fu/Funny Money                           | Tuono Fu / Soldi divertenti                               | 10 marzo 2017           | 10 marzo 2017        |
| 5  | Moneybags and His Monster/Sneezing Fits of Death | Soldiapacchi e il suo mostro / Gli starnuti della morte   | 10 marzo 2017           | 10 marzo 2017        |
| 6  | Truck Cab in the Woods/Truck Stop Clerks         | Camion nel bosco / Commessi della stazione di servizio    | 10 marzo 2017           | 10 marzo 2017        |
| 7  | Haters of the Lost Arcade/Stunt Fever'           | I detrattori del videogioco perduto / Febbre da acrobazie | 10 marzo 2017           | 10 marzo 2017        |
| 8  | Cannonballistic/Mayor or May Not                 | Cannonball nel pallone / Sindaco o no                     | 10 marzo 2017           | 10 marzo 2017        |
| 9  | Hit and Dumb/Babysitters Yo!                     | Pirata della strada / Babysitter, yo!                     | 10 marzo 2017           | 10 marzo 2017        |
| 10 | Buddy Shreds/Opposite of Awesome                 | Buddy spacca / Il contrario di fantastico                 | 10 marzo 2017           | 10 marzo 2017        |
| 11 | A Bro for Weaselbrat/Health Nuts                 | Un fratello per Weaselbrat / Fanatici del salutismo       | 10 marzo 2017           | 10 marzo 2017        |
| 12 | Moneybags Changes Everything                     | Soldiapacchi cambia tutto                                 | 10 marzo 2017           | 10 marzo 2017        |